# Marea Caraibilor

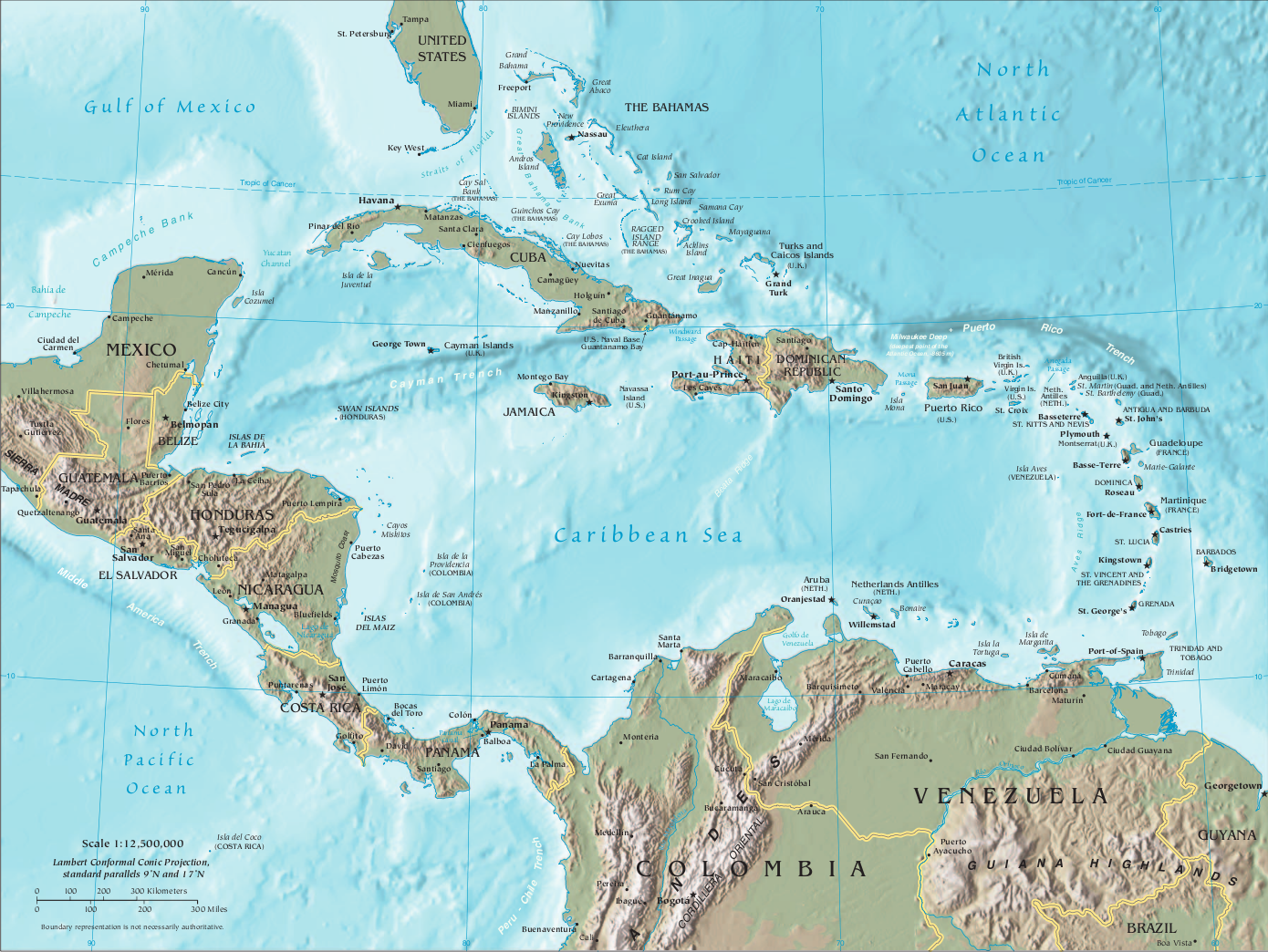
Marea Caraibilor

Marea Caraibilor (Marea Antilelor), adesea numită incorect Marea Caraibelor, este o mare tropicală situată la extremitatea vestică a Oceanului Atlantic, mărginită la vest și sud de America Centrală și de America de Sud. La nord și est este mărginită de lanțul de insule Antile, și comunică cu Golful Mexic prin strâmtoarea Yucatan. Regiunea ocupată de mare, împreună cu insulele aflate în aceasta și zonele de coastă învecinate sunt cunoscute sub denumirea de Caraibe.
Denumirea vine de la vechii locuitori ai insulelor din această regiune numiți caraibi, Caraibe fiind substantivul de gen feminin obținut prin declinarea cuvântului caraibi și atribuit insulelor (pentru că în limba română substantivul insulă este de gen feminin) și de la acestea s-a ajuns la folosirea incorectă a numelui acestei mări.
Are o adâncime medie de 2491 de metri și cea maximă de 7238 m. 
Reciful de corali poate fi format din sute de specii diferite de corali. Există trei tipuri de corali: coralii duri (SPS - small polyp stony), coralii moi (soft corals) și o combinație între cei duri și cei moi (LPS - large polyp stony). Coralii se prezintă în multe forme și dimensiuni, fiecare coral fiind compus din mici polipi individuali. În coralii moi toți polipii stau împreună și întreaga structură arată ca un evantai, iar la coralii duri fiecare polip se retrage într-o cupă formată din carbonat de calciu. Aceste cupe se cimentează în timp formând coralul. Reciful se formează când sute de corali cresc unul lângă altul formând o colonie. Ce face polipul așa de unic este modul cu care capturează planctonul, făcând parte din dieta coralului. Unii corali sunt capabili să crească și până la 15 cm într-un an, în timp ce coralii creier pot crește considerabil mai lent, de obicei 0,5–1 cm pe an. În timp ce unii corali mor, cei noi cresc și se înmulțesc pe vechile structuri moarte, rezultând o structură nouă, ca și Marea Barieră de Corali din Australia care are o vârstă de milioane de ani. Temperatura media anuală nu scade sub 20 C.
Marea Caraibilor adăpostește aproximativ 9% din recifele de corali din lume, acoperind aproape 60.000 de kilometri pătrați, din care majoritatea sunt situate în largul Insulelor Caraibe și pe coasta Americii Centrale.
Petrolul, minereul de fier, bauxita, zahărul, cafeaua și bananele sunt principalele produse locale exportate pe mare. Din punct de vedere economic, regiunea este dependentă în mare parte de SUA. Marea Caraibilor, de asemenea, a acționat ca o barieră, izolând insulele și prevenind amestecul popoarelor din America Latină.
- Suprafața: 2,78 mil. km²
- Adâncime maximă: 7 238 m
- Adâncime medie: 2 491 m
- Salinitate medie: 36 º/ºº
- Principalele insule: Cuba, Hispaniola (Haiti și Republica Dominicană), Jamaica, Puerto Rico.
- Principalele porturi:
  - Maracaibo (Venezuela)
  - Cartagena (Columbia)
  - Colon (Panama)
  - Santiago de Cuba (Cuba).

## Legături externe
- „caraibilor” la DEX online